# Armand Roy
 (novembre 2018).
Armand A. Roy (né le 16 janvier 1958 à Wakaw, en Saskatchewan) était un homme politique fransaskois. Il a été député à l'Assemblée Législative de la Saskatchewan, de 1991 à 1995, en tant que membre du NPD de la circonscription de Kinistino.